# 薩漢德山

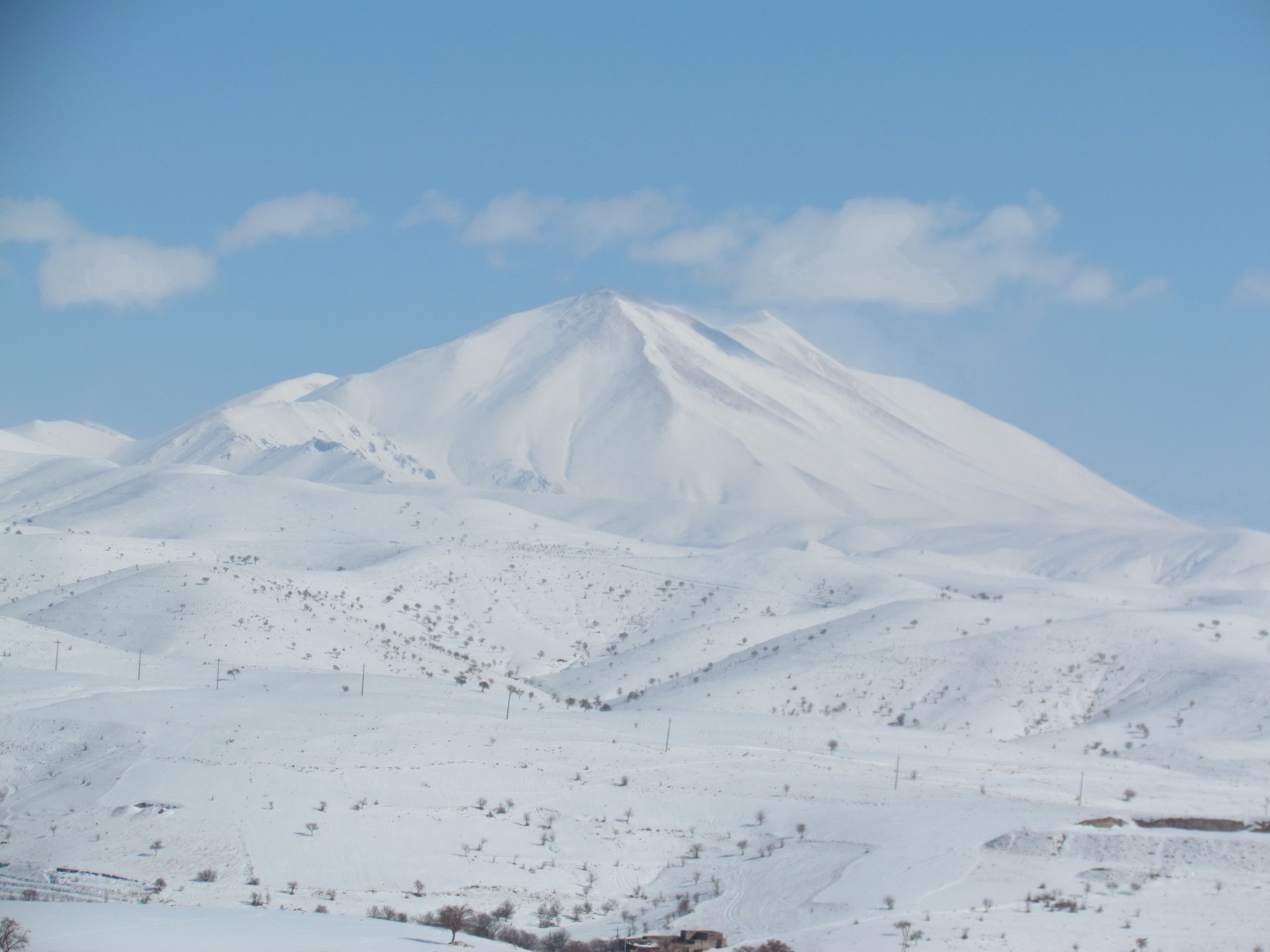

薩漢德山是伊朗的火山，位於該國西北部東阿塞拜疆省，距離爾米亞湖60公里，海拔高度3,707米，每年平均降雨量約600毫米，山體由安山岩和玄武岩組成。